# Gustav König
Gustav König   (Schwabach, 12 d'agost de 1910 - 5 de febrer de 2005) va ser director d'orquestra alemany i director general de la música a Essen.
König va estudiar en una escola de primària humanística i va assistir al conservatori de la seva ciutat natal mentre encara era a l'escola. Va estudiar a l'Acadèmia de Música de Múnic.
Va començar la seva carrera com a director d'orquestra el 1932/33 com a director d'òpera i director de concerts a Osnabrück i va treballar a Stettin (des de 1934/35), Berlín (des de 1936/37: "Theater am Nollendorfplatz, Volksoper") com a Aquisgrà (des de 1941/42 com primer director i adjunt del director musical general d'Herbert von Karajan). Des de 1943/44 va ser cap del sistema musical municipal i director musical de l'òpera a Essen. El 1951/52 va ser nomenat director musical general i va treballar amb els directors artístics Karl Bauer, Erich Schumacher i Jürgen Dieter Waidelich. El 1975, König es va retirar.
König era conegut per muntar estrenes originals o d'obres alemanyes de modernitat, com ara Le vin herbé de Frank Martin (1948), Lulu d'Alban Berg (1953), Il prigioniero de Luigi Dallapiccola (1954) o Die Brücke von San Luis Rey de Hermann Reutter.